# Suwnica bramowa

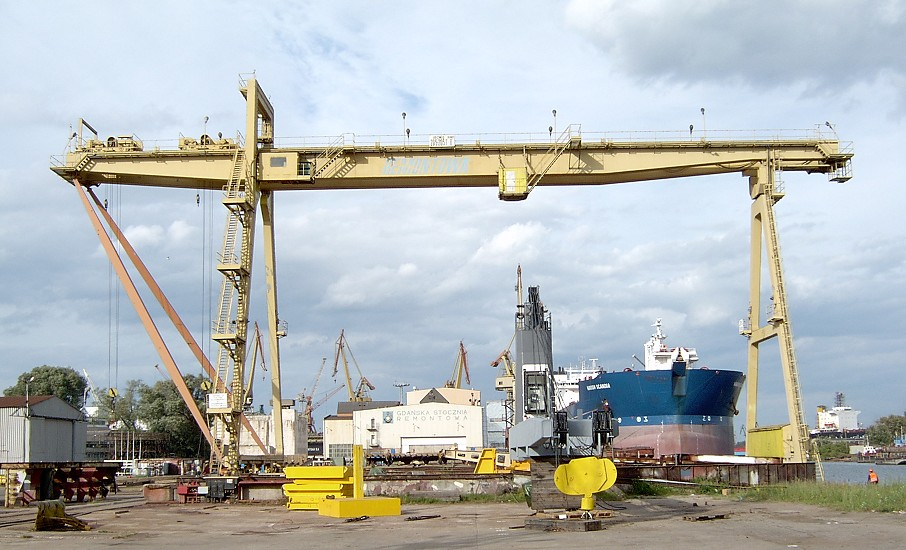
Suwnica bramowa

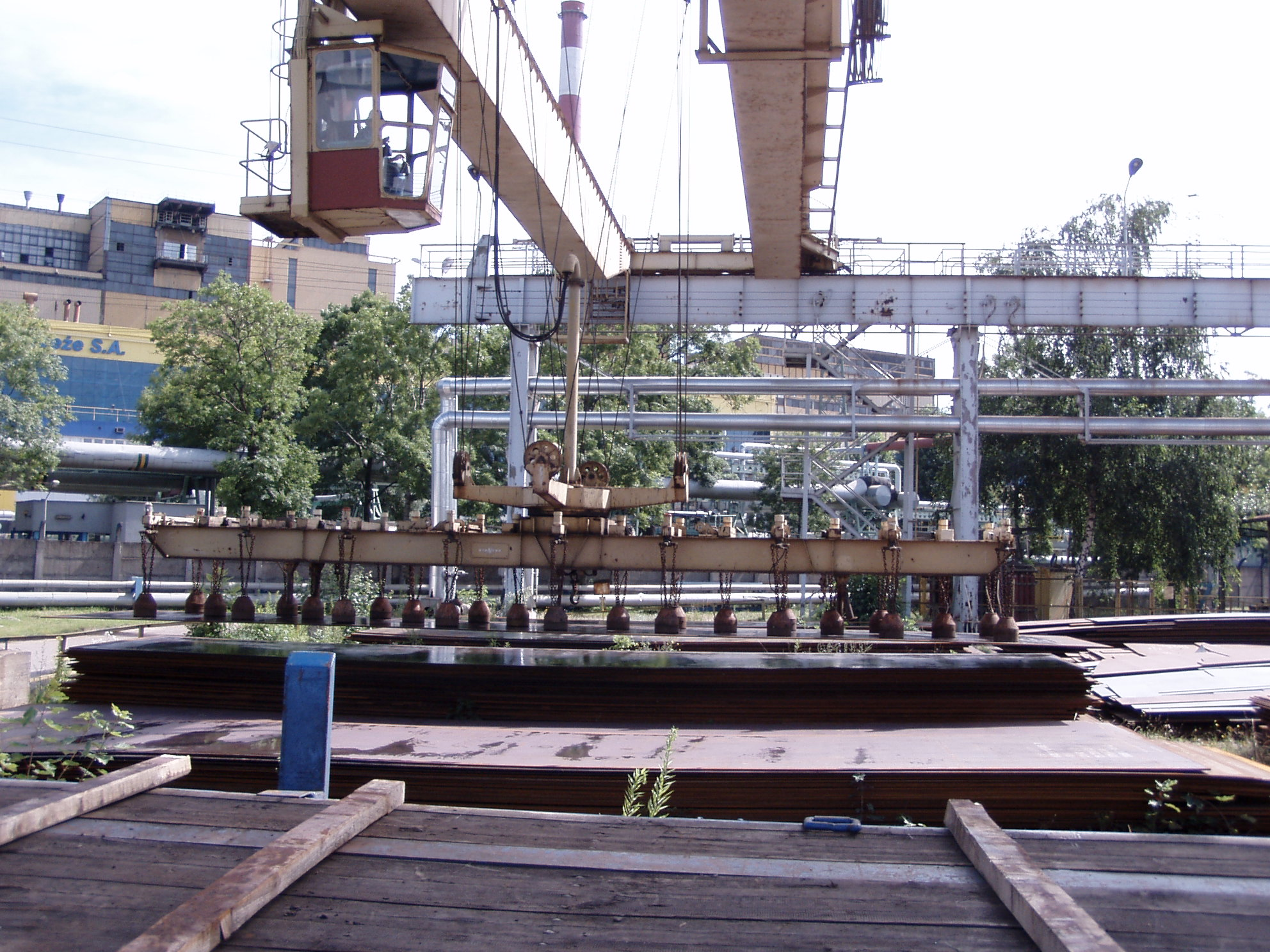
Suwnica bramowa z elektromagnesami do transportu blachy

Suwnica bramowa (lub bramownica) – suwnica najczęściej instalowana na zewnętrznych składowiskach lub pochylniach stoczniowych. Suwnica bramowa składa się z pomostu zawieszonego na dwóch bocznych mostach, wiążących dwie lub większą liczbę bram. Każda z bram wyposażona jest w podwozie typu szynowego lub kołowego. Po pomoście przesuwa się cięgnik. Większe suwnice wyposażone są w kabinę operatora. Małe suwnice mogą być sterowane za pomocą przewodowego lub zdalnego sterownika.
Suwnica bramowa posiada zwykle kilka napędów: ruchu suwnicy, ruchu pomostu, ruchu cięgnika oraz podnoszenia zawiesia.